# زنبورخوار ریش‌ارغوانی
زنبورخوار ریش‌ارغوانی یا زنبورخوار سِلِبِس (نام علمی: Meropogon forsteni) پرنده‌ای نزدیک گنجشک‌سان از تیرهٔ زنبورخواران (Meropidae) و ساکن بومی در جزیره سولاوسی اندونزی است. این گونه اغلب در پاکتراشی‌های درون جنگل‌های انبوه دیده می‌شود.